# Sextus Papirius
Caius oder Sextus Papirius, dessen genauer Vorname (praenomen) sowie dessen konkrete Lebensdaten nicht überliefert sind, bekleidete vermutlich um 510 v. Chr. das Amt des pontifex maximus. In dieser Funktion fixierte er mutmaßlich eine Sammlung sakraler Normen, das ius papirianum, das zum einen Satzungen über Begräbnis- und Opferriten und zum anderen Verfehlungen gegen religiöse Vorschriften beinhaltete. Dieses Regelwerk soll ein Ausfluss der praktizierenden, pontifikalen Tätigkeit gewesen sein.
In der ausgehenden römischen Republik wurden diese Satzungen unter den überlieferten Königsgesetzen (leges regiae) eingeordnet. Der nicht überlieferte Kodex soll noch den klassischen Juristen, bis zum Ende des 2. Jahrhunderts, vorgelegen haben.